# Adriano Darioli
Adriano Darioli (ur. 14 stycznia 1956 w Bognanco) – włoski biathlonista. W Pucharze Świata zadebiutował 18 stycznia 1980 roku w Ruhpolding, gdzie zajął szóste miejsce w biegu indywidualnym. Tym samym już w swoim debiucie zdobył pierwsze punkty. Nigdy nie stanął na podium indywidualnych zawodów PŚ. Najlepsze wyniki osiągnął w sezonie 1981/1982, kiedy zajął 18. miejsce w klasyfikacji generalnej. W 1981 roku wystąpił na mistrzostwach świata w Lahti, gdzie zajął 23. miejsce w biegu indywidualnym, 26. miejsce w sprincie i dziewiąte miejsce w sztafecie. Był też między innymi szesnasty w biegu indywidualnym i piąty w sztafecie podczas mistrzostw świata w Mińsku w 1982 roku. W 1980 roku wystartował na igrzyskach olimpijskich w Lake Placid, gdzie zajął 19. miejsce w biegu indywidualnym, 25. w sprincie i dziewiąte w sztafecie. Brał też udział w igrzyskach w Sarajewie w 1984 roku, plasując się na 28. pozycji w biegu indywidualnym i piątej w sztafecie.

## Osiągnięcia

### Igrzyska olimpijskie
| Rok  | Miejscowość | Konkurencje | Konkurencje | Konkurencje | Konkurencje | Konkurencje | Konkurencje | Konkurencje |
| Rok  | Miejscowość | IN          | SP          | PU          | MS          | RL          | MR          | SR          |
| ---- | ----------- | ----------- | ----------- | ----------- | ----------- | ----------- | ----------- | ----------- |
| 1980 | Lake Placid | 19.         | 25.         | nd.         | nd.         | 9.          | nd.         | –           |
| 1984 | Sarajewo    | 28.         | –           | nd.         | nd.         | 5.          | nd.         | –           |

### Mistrzostwa świata
| Rok  | Miejscowość | Konkurencje | Konkurencje | Konkurencje | Konkurencje | Konkurencje | Konkurencje | Konkurencje |
| Rok  | Miejscowość | IN          | SP          | PU          | MS          | RL          | MR          | SR          |
| ---- | ----------- | ----------- | ----------- | ----------- | ----------- | ----------- | ----------- | ----------- |
| 1981 | Lahti       | 23.         | 26.         | nd.         | nd.         | 9.          | nd.         | –           |
| 1982 | Mińsk       | 16.         | 19.         | nd.         | nd.         | 5.          | nd.         | –           |
| 1983 | Anterselva  | 30.         | 21.         | nd.         | nd.         | –           | nd.         | –           |

### Puchar Świata

#### Miejsca w klasyfikacji generalnej
| Sezon     | Miejsce |
| --------- | ------- |
| 1979/1980 | ?       |
| 1980/1981 | ?       |
| 1981/1982 | 18.     |
| 1982/1983 | 20.     |
| 1983/1984 | 26.     |
| 1984/1985 | -       |
| 1985/1986 | -       |

#### Miejsca na podium chronologicznie
Darioli nigdy nie stanął na podium indywidualnych zawodów PŚ.